# The New Age Outlaws
I New Age Outlaws sono stati un tag team di wrestling formato da Billy Gunn e Road Dogg, attivi nella World Wrestling Federation/Entertainment, nella Total Nonstop Action Wrestling e nel circuito indipendente, in diversi periodi.
I due hanno vinto cinque volte il World Tag Team Championship e una volta il WWE Tag Team Championship.

## Carriera

### World Wrestling Federation (1997–2000)
I New Age Outlaws apparirono per la prima volta in una puntata di Shotgun Saturday Night del 1997 quando Billy Gunn e "Road Dogg" Jesse James, allora conosciuti rispettivamente come "Rock-a-Billy" e "The Real DoubleJ" Jesse James, misero fine a dei dissapori tra loro e iniziarono una collaborazione. In una successiva puntata del WWF Shotgun Jesse James uscì dal ring dopo una sconfitta di Rock-A-Billy, chiedendo a quest'ultimo di colpire il loro manager Honky Tonk Man e la squadra. La risposta di Rock-A-Billy fu quella di fracassare una chitarra sulla testa di Honky Tonk Man; successivamente a questo avvenimento il duo decise di farsi chiamare pubblicamente "Road Dogg" Jesse James e "Badd ass" Billy Gunn. Il team ebbe un impatto immediato nella sezione tag team: non avendo una musica d'ingresso, entravano verso il ring attaccando i loro avversari, cosa in teoria non permessa dal sistema PA. Il team è stato tuttavia conosciuto per aver sempre vinto senza imbrogli o uso di armi. Tramite il loro atteggiamento carismatico e ironico hanno cominciato la loro carriera da heel.
I New Age Outlaws sconfissero la Legion of Doom per il WWF Tag Team Championship nel novembre 1997. Questo fu il quarto regno di Gunn, mentre per Road Dogg fu il primo. Quella notte non solo il duo vinse i titoli, ma ottenne anche il  soprannome di "Fuorilegge" quando "rubò" la vittoria e poi corse verso un'auto in attesa. Il nome rimase i New Age Outlaws, che è diventato rapidamente uno dei tag team più odiati della WWF. Durante la loro faida con i Legion of Doom, gli Outlaws si unirono a Triple H e Shawn Michaels, collettivamente noti come D-Generation X, nell'aggredire i LOD in una puntata di Raw, compreso il radere dei capelli ad un Road Warrior, Hawk, e gettando il guerriero nel tavolo dei commentatori.
Poco prima della Royal Rumble del 1998, i New Age Outlaws iniziarono una faida con Mick Foley, prima lotta contro di lui come Dude Love, poi come Mankind e, infine, come Cactus Jack. Quando divenne evidente che aveva bisogno di aiuto, Foley venne aiutato da Chainsaw Charlie. In seguito a una squalifica contro i Legion of Doom alla Royal Rumble, i NAO si misero di fronte alla DX, che disse loro di avere bisogno di agire in modo più controverso. In risposta a questo i New Age Outlaws rinchiusero Foley e Chainsaw in un cassonetto e li buttarono fuori dalla rampa di entrata. A WrestleMania XIV, i New Age Outlaws persero i titoli di coppia, nel primo Dumpster match contro Cactus Jack e Chainsaw Charlie, dove vennero rinchiusi in un cassonetto, come vendetta e gettati fuori dalla rampa. La notte successiva a Raw, però, con l'aiuto di Triple H e X-Pac, i New Age Outlaws riconquistarono i titoli in uno Steel Cage match. La crescente popolarità della "nuova" DX crebbe rapidamente trasformando il gruppo da heel a tweeners ed ebbero faide con molti tag team differenti nel corso del 1998. La loro immensa popolarità era parte di ciò che ha aiutato la sfida WWF World Championship Wrestling per la supremazia durante il Monday Night War. Hanno riperso i titoli tag contro Kane e Mankind, ma che rinconquistarono a Summerslam dopo che Kane abbandonò Mankind. Alla fine del 1998 la Corporation di Vince McMahon, cercò di tenere i Fuorilegge lontano dalla DX; questo portò i Fuorilegge a perdere i titoli contro due membri della Corporation Ken Shamrock e Big Boss Man.
Nel 1999 i New Age Outlaws lentamente cominciarono ad allontanarsi per intraprendere delle carriere da lottatori singoli. Road Dogg conquistò sia l'Hardcore Championship che l'Intercontinental Championship (compreso un successo a Wrestle-Mania XV dove difese il titolo I.C.); e Gunn conquisto l'Hardcore Championship. Nel mese di marzo, la coppia ha iniziato a collaborare ancora una volta, vincendo un match contro Jeff Jarrett e Owen Hart a Backlash. Una settimana dopo, Gunn voltò le spalle a Dogg e si ri-chiamò Mr-Ass. I due ebbero per la prima volta una faida e un incontro a Over the Edge, dove il vincitore fu Gunn. Il mese successivo, Gunn ha continuato a vincere il torneo King of the Ring. Durante l'autunno del 1999, i New Age Outlaws si sono riuniti, prima come face, ma poi come heel quando ripresero parte alla riforma della DX. No Way Out 2000 ha visto la fine definitiva dei New Age Outlaws quando Billy Gunn ha subito un grave infortunio al braccio durante un incontro con i Dudley Boyz. Road Dogg è stato svincolato dalla federazione nei primi mesi del 2001, mentre Billy Gunn è stato svincolato nel 2004, dopo dieci anni di collaborazione con l'azienda.

### Total Nonstop Action (2006–2008)
"Road Dogg" Jesse James ha debuttato nella Total Nonstop Action Wrestling il 18 settembre 2002 sotto il ring-name di BG James. Nel luglio del 2003 ha formato una "stable" con Konnan e Ron "The Truth" Killings nota come Kru 3Live (3LK). I tre hanno continuato ad essere apprezzati dai fan e alla fine hanno vinto il NWA World Tag Team Championship. Billy Gunn ha debuttato in TNA a Against All Odds il 13 febbraio 2005, interferendo nel match tra Jeff Jarrett e Kevin Nash per il NWA World Heavyweight Championship. Gunn colpì Nash con una sedia, permettendo a Jerret di portare a casa la vittoria. Dopo Gunn usò l'NWA World Heavyweight Championship per colpire Nash, BG James corse, inizialmente sembrava stesse per colpire Gunn, ma invece lo aiutò e colpì anch'egli Nash. BG James e Gunn riuniti, ridiedero vita ai The New Age Outlaw (successivamente ridotto solamente The Outlaw). A Lockdown Gunn con Jarrett e Monty Brown vengono sconfitti Diamond Dallas Page, Sean Waltman e BJ James che sostituì Kevin Nash. Page, Waltman e James furono vittoriosi, anche se durante la partita James e Gunn non si sfiorarono, essendo compagni di Tag e amici. Tra ottobre e novembre 2005, "The Outlaw" (ora con il nome di Kip James, a causa delle minacce della WWE: che "The Outlaw" suonava troppo simile al loro nome marchio New Age Outlaws) con i 3LK aiutato numerose volte il Team Canada. Anche se era ovviamente per attaccare la Kru, Konnan ha rifiutato la fiducia di Kip. Nella puntata 26 novembre di TNA Impact!, anche se Konnan aveva i suoi dubbi, la 3LK Kip venne introdotta nel gruppo e rinominato il 4Live Kru. A Turning Point, tuttavia, Konnan lasciò il gruppo per formare il suo, il latino-americano Xchange (LAX). Dopo anche Killings se ne andò, lasciando solo Kip e BG insieme.
Il team di Kip James e BG James, che ora si chiama The James Gang (questo perché "New Age Outlaws" è marchio registrato dalla WWE), ha annunciato di aver aggregato Konnan con il suo nuovo gruppo dopo LAX. La riunione ufficiale tra loro ha avuto luogo la sera successiva a Final Resolution, dove sconfissero i Diamonds. La loro faida con LAX continuò e comprendeva diverse apparizioni di "Bullet" Bob Armstrong (padre di BJ James), tra cui una partita di Braccio di ferro tra Konnan e il sessantasettenne, Armstrong. La James Gang ha iniziato una faida con il Team 3D su chi di loro fosse il più grande tag team. The James Gang acquisendo una vittoria sul Team 3D a Sacrifice. Si incontrarono di nuovo a Slammiversary, con il Team 3D, che questa volta vincerà. Con i team in parità, il Team 3D sfidò la James Gang in un 6-man tag team match a Victory Road. Mentre il Team 3D aspettava di avere qualcuno dalla loro parte per il terzo uomo (come "Bullet" Bob Armstrong), la James Gang "ha fatto un patto con il diavolo" e ha pagato James Mitchell per avere Abyss in squadra con loro. The James Gange Abyss vinsero il 6-man tag team match dopo che Abyss frantumò Brother Runt su un tavolo. Nella edizione del 2 novembre di Impact!, Kip e BG James decidono di abbandonare la federazione. Durante il promo BG ha sostenuto che la TNA avesse gestito male la sua permanenza, e quando Kip ha tentato di parlare al microfono è stato chiuso il microfono, così cercò di utilizzare un microfono degli annunciatori ma anche quello gli fu chiuso e mandata in onda la pubblicità.
Dopo che uno show dell'11 novembre in Connecticut, dove la World Wrestling Entertainment (WWE) si basa, è stato cancellato, la TNA ha girato una vignetta presso la sede della WWE con la James Gang per discutere la cancellazione dello show e insultando la DX e la WWE. Questa vignetta è stata seguita con un promo del 16 novembre a Impact!, durante la quale hanno annunciato di cambiare il loro nome in Voodoo Kin Mafia (VKM in breve, un gioco delle iniziali di Vincent Kennedy McMahon) e dichiarano "guerra" alla WWE e soprattutto a Mr. McMahon. Durante la "guerra" hanno chiamato la ripresa D-Generation X (DX), definendolo un "fallimento" e hanno dichiarato che la squadra fu salvata proprio dal loro inserimento: i The New Age Outlaws nel 1998. Durante i loro incontri e promozioni in televisione TNA, inclusi continuamente riferimenti a DX, compreso l'uso dei loro insulti. Presto una serie di vignette cominciato ad Impact! con BG e Kip che intorno allo stadio di Stamford, gridando i nomi di Paul Levesque, Michael Hickenbottom e Vince McMahon. Durante le vignette hanno detto che stavano cercando di far cessare il nome della DX. Le vignette erano notevoli per utilizzare lo stesso stile di umorismo come la DX originale.
Quando Gli Hardys, riuniti a dicembre, hanno lanciato una sfida aperta sul sito della TNA, subito accettata dai VKM, anche se era già stata accettata da MNM. Il 1º dicembre, i VKM si presentarono nuovamente in uno spettacolo della WWE con Vince Russo, Jeremy Borash, e una troupe televisiva. Hanno intervistato i fan fuori, girato stessi l'acquisto di biglietti e, infine, entrati nell'edificio, a guardare il match del main event ovvero con la DX; Da due sede di livello superiore. A Turning Point, hanno effettuato una parodia della DX indossando delle maschere di Triple H e Shawn Michaels, e poi, risposero a Jim Ross commentando sul suo sito web che Vince McMahon probabilmente non avrebbe mai risposto alla "guerra", e in risposta alla loro continua a ricevere delle avvertenze legali da WWE, hanno pubblicato una "Million Dollar Challenge" per Vince McMahon e la DX, offrendo a mettere da 1.000.000$ per Final Resolution per una grande battaglia tra i membri della DX e i VKM, ma siccome non ricevettero alcuna risposta dalla Federazione di Standford, sfidarono solo Hickenbottom a incontrarli nella sua città natale di San Antonio il mercoledì successivo. I VKM si dichiarano vittoriosi nella loro "guerra" nel corso di una promo a Final Resolution dicendo che la WWE ha rifiutato ammettendo di riconoscere che i fan cantavano preferivano loro in quanto cantavano ad alta voce sia "TNA" che "MDV" durante l'episodio 8 gennaio di Raw. Nello stesso promo, entra Christy Hemme, che dichiara che le donne meritano più rispetto nella lotta, ma si trovò in disaccordo con Kip James, mentre BG ha tentato di essere d'accordo con lei. Hemme ha portato con sé i The Heartbreakers (Antonio Thomas e Romeo Roselli) in TNA come avversari misteriosi a Destination X, ma i VKM fanno il lavoro in maniera molto rapida. In questo periodo, Lance Hoyt comincia una collaborazione con i VKM, tenendo Christy Hemme. A Sacrifice 2007, VKM persero contro il nuovo team: Damaja e Basham precedentemente noti come i The Basham Brothers in WWE. I VKM finalmente sconfitti da Basham e Damaja; a Slammiversary Kip insulta Basham e Lance Hoyt dopo il loro match. Qualche settimana dopo, a Victory Road, in VKM ha debuttato un nuovo cameriere / complice, il cosiddetto "Voodoo Queen" Roxxi Laveaux.
Il 21 febbraio 2008, Kip tradisce il suo compagno effettuando un turn heel, colpendo lui e suo padre con una stampella in un match per i tag team championship contro AJ Styles e Tomko, mettendo così fine alla squadra. Lo scrittore creativo della TNA Vince Russo ha dichiarato che la trovata Voodoo Kin Mafia è stata interrotta in segno di rispetto per Triple H, che si è infortunato al momento. Dopo questo il Team, comincia a combattere nel circuito indipendente annullando del tutto la storyline della Voodoo Kin Mafia.

### Ritorno in WWE (2013–2015)
Tornano nella puntata del 4 marzo di Raw Old School, sconfiggendo Epico e Primo. Nella puntata di Raw dell'11 marzo combattono contro i Rhodes Scholars, ma vengono attaccati da Brock Lesnar.
Nella puntata del 6 gennaio di Raw Old School, accompagnano CM Punk nel suo match contro Roman Reigns. Nella puntata di SmackDown del 10 gennaio affrontano insieme a Punk in un six-man tag team match lo Shield perdendo. Nella puntata di Raw del 14 gennaio, fanno nuovamente squadra con Punk in un rematch contro lo Shield, solo per abbandonare quest'ultimo, effettuando un turn heel per la prima volta in dieci anni, e alleandosi con l'Authority.
Nella puntata di SmackDown del 17 gennaio, sconfiggono i WWE Tag Team Champions Cody Rhodes e Goldust in un match non titolato. Nella puntata di Raw del 20 gennaio, viene ufficializzato che i New Age Outlaws affronteranno Cody Rhodes e Goldust per il WWE Tag Team Championship nel Kick-off della Royal Rumble, dove vincono. Questo è il loro primo regno con questi particolari titoli, il loro sesto regno titolato tag team complessivamente in WWE e il primo dopo oltre 14 anni, segnando il tempo più lungo tra un regno nella storia della WWE. Il 23 febbraio a Elimination Chamber i New Age Outlaws difendono con successo i titoli contro gli Usos, ma in maniera scorretta. Nella puntata di Raw del 3 marzo i New Age Outlaws perdono i titoli contro gli Usos dopo poco più di un mese di regno. A WrestleMania XXX, i New Age Outlaws e Kane vengono sconfitti dallo Shield e a fine match vengono entrambi colpiti dalla triple-powerbomb dei mastini della giustizia.

## Titoli e riconoscimenti
- Maryland Championship Wrestling
  - MCW Tag Team Championship (1)[2]
- Pro Wrestling Illustrated
  - Tag Team of the Year (1998)[3]
- Total Nonstop Action Wrestling
  - Feast or Fired (2007) – B.G. James
- TWA Powerhouse
  - TWA Tag Team Championship (1)[4]
- World Wrestling Federation/Entertainment
  - World Tag Team Championship (5)[5][6][7][8][9]
  - WWE Tag Team Championship (1) – con Road Dogg[10]
  - WWF Intercontinental Championship (2) – Billy Gunn (1)[11] e Road Dogg (1)
  - WWF Hardcore Championship – Billy Gunn (2)[12] e Road Dogg (1)[12]